# شالباخ
شالباخ (به آلمانی: Schallbach) یک شهر در آلمان است که در لوراخ واقع شده‌است. شالباخ ۷۲۸ نفر جمعیت دارد.